# Hong Kong Open 1997 - Qualificazioni doppio
Le qualificazioni del doppio dell'Hong Kong Open 1997 sono state un torneo di tennis preliminare per accedere alla fase finale della manifestazione. I vincitori dell'ultimo turno sono entrati di diritto nel tabellone principale. In caso di ritiro di uno o più giocatori aventi diritto a questi sono subentrati i lucky loser, ossia i giocatori che hanno perso nell'ultimo turno ma che avevano una classifica più alta rispetto agli altri partecipanti che avevano comunque perso nel turno finale.
Le qualificazioni del doppio del torneo Hong Kong Open 1997 prevedevano 4 coppie partecipanti di cui una è entrata nel tabellone principale.

## Teste di serie
1. Georg Blumauer /  David Škoch (primo turno)

1. Andrew Foster /  Lars-Anders Wahlgren (Qualificati)

## Qualificati
1. Andrew Foster  /   Lars-Anders Wahlgren

## Tabellone

### Legenda
| - Q = Qualificato - WC = Wild card - LL = Lucky loser | - ALT = Alternate - SE = Special Exempt - PR = Protected Ranking | - w/o = Walkover - r = Ritirato - d = Squalificato |

|  | Primo turno | Primo turno                        | Primo turno                        | Primo turno | Primo turno |  |  | Ultimo turno | Ultimo turno                       | Ultimo turno                       | Ultimo turno | Ultimo turno |  |
|  |             |                                    |                                    |             |             |  |  |              |                                    |                                    |              |              |  |
|  |             | Mitsuru Takada Ryuso Tsujino       | Mitsuru Takada Ryuso Tsujino       | 6           | 6           |  |  |              |                                    |                                    |              |              |  |
|  | 1           | Georg Blumauer David Škoch         | Georg Blumauer David Škoch         | 3           | 1           |  |  |              | Mitsuru Takada Ryuso Tsujino       | Mitsuru Takada Ryuso Tsujino       | 0            | 3            |  |
|  | 2           | Andrew Foster Lars-Anders Wahlgren | Andrew Foster Lars-Anders Wahlgren | 6           | 6           |  |  | 2            | Andrew Foster Lars-Anders Wahlgren | Andrew Foster Lars-Anders Wahlgren | 6            | 6            |  |
|  |             | Derek Ling Raymond Young           | Derek Ling Raymond Young           | 0           | 2           |  |  |              |                                    |                                    |              |              |  |